# اوموت‌لو (تاش‌اوا)
اوموت‌لو (به لاتین: Umutlu) یک منطقهٔ مسکونی در ترکیه است که در تاشوا واقع شده‌است.